# Palpelius fuscoannulatus
Palpelius fuscoannulatus là một loài nhện trong họ Salticidae.
Loài này thuộc chi Palpelius. Palpelius fuscoannulatus được Embrik Strand miêu tả năm 1911.